# Киши-Алматы
Киши-Алматы (каз. Кіші Алматы мұздықтары) — ледники на северном склоне Иле Алатау, у истока реки Малая Алматинка в 30 км от Алматы. Высшая точка — пик Орджоникидзе (4410 м). Открыты в 1902 году С. Дмитриевым. Всего ледников Киши-Алматы 12, основные: Центральный, Туыксу, Иле-Туыксу, Молодёжный, ледники М. Маметовой и 3. Космодемьянской. Общая площадь 11,4 км², в том числе 3,86 фирновая часть, 4,74 км² открытая часть ледника, 2,8 км² ледника покрыта рыхлыми породами. Объём ледника 0,39 км³. Под моренным слоем поверхностных ледников находится пласт льда толщиной до 100 м, часто являлся причиной паводков. В целях защиты от паводковых вод в русле Малой Алматинки построены сложные плотины.